# Everything Now
| Recensione       | Giudizio |
| ---------------- | -------- |
| sentireascoltare | (6.5/10) |
| Ondarock         | (6.5/10) |
| Rockol           |          |
| Indie-rock.it    | (7/10)   |

Everything Now è il quinto album in studio del gruppo musicale canadese Arcade Fire, pubblicato il 28 luglio 2017 dalla Sonovox e dalla Columbia Records.

## Descrizione
Il disco è stato co-prodotto da Thomas Bangalter del gruppo Daft Punk, da Steve Mackey, bassista dei Pulp, da Geoff Barrow dei Portishead e da Markus Dravs che ha co-prodotto gli ultimi tre album in studio della band.
L'album è stato anticipato dall'omonimo singolo il 1º giugno 2017. che era stato a sua volta precorso a sorpresa dal singolo realizzato insieme a Mavis Staples il 20 gennaio 2017 dal nome I Give You Power.

## Giudizio critico
L'album ha riscosso giudizi altalenanti da parte della critica specializzata. Pitchfork l'ha descritto come il loro album peggiore, composto da canzoni "pallide, senza gioia", e assegnandogli una votazione di 5.6 su 10. In Italia, invece, il disco è stato accolto generalmente in maniera più positiva: secondo Indie-rock.it, "con i suoi alti e bassi, è un album che vibra di vita propria" e, nonostante possa essere considerato "il primo passo falso della band", resta "un'opera degna di attenzione". Lo stesso giudizio positivo è stato dato da OndaRock, che ha assegnato all'album un voto pari a 6.5/10.

## Tracce
1. Everything_Now (Continued) – 0:46
2. Everything Now – 5:03
3. Signs of Life – 4:36
4. Creature Comfort – 4:43
5. Peter Pan – 2:48
6. Chemistry – 3:37
7. Infinite Content – 1:37
8. Infinite_Content – 1:41
9. Electric Blue – 4:02
10. Good God Damn – 3:34
11. Put Your Money on Me – 5:53
12. We Don't Deserve Love – 6:29
13. Everything Now (Continued) – 2:22